# Sauce au porto
La sauce au porto est une sauce de la cuisine française réalisée à base de porto rouge, d'échalotes et de beurre. Elle est utilisée pour accompagner des viandes rouges, de la volaille, les rognons et le foie de veau, du jambon cuit, le saucisson brioché, le foie gras et des desserts (panna cotta, ananas grillés, poires caramélisées, brochettes de fruits).

## Histoire
La sauce au porto est supposée avoir été inventée par Philippe de Mornay (1549-1623), dans les années 1600. Il est également crédité d'avoir inventé la sauce Mornay, la béchamel, la sauce chasseur, et la sauce lyonnaise.

## Ingrédients

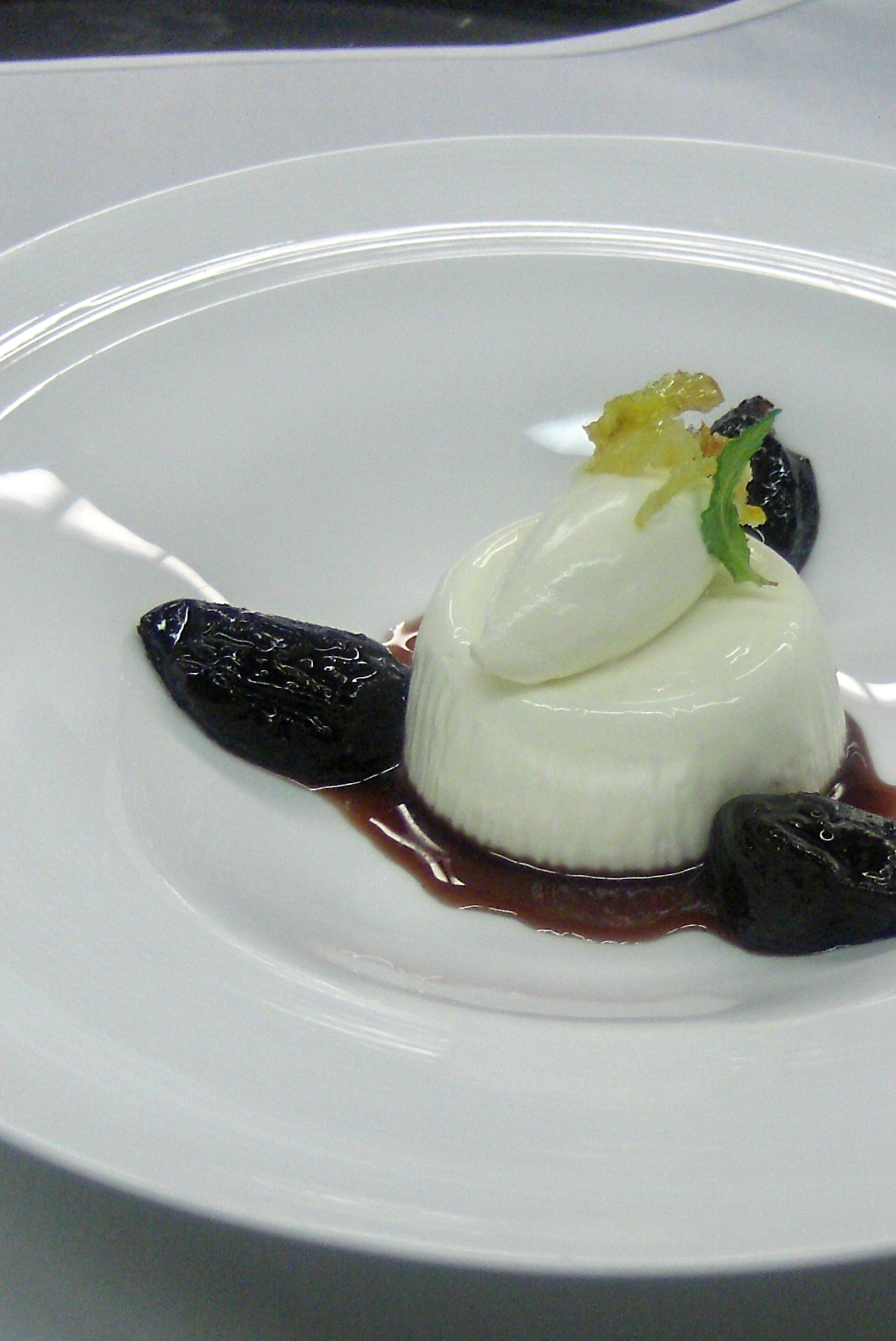
Panna cotta à la sauce au porto.

La préparation de cette sauce nécessite échalotes, beurre, porto rouge, fond brun de veau, crème fraîche et un jus de citron en finition.

## Préparation
Les échalotes doivent être mise à revenir à feu très doux avec le beurre avant d'ajouter le porto. Quand le tout est réduit, le fond de veau permet de le lier. Il n'y est rajouté de la crème que si l'utilisation de la sauce nécessite une couleur plus claire. Celle-ci doit être à nouveau réduite pour obtenir une consistance nappante. Elle est assaisonnée en fin de cuisson et relevée d'un jus de citron.

## Succédané
Il existe une Oporto’s chilli sauce ou sauce au piment de Porto qui est une sauce lusitano-australienne à base de pili-pili, de gingembre, de citron et d'ail, spécialité de l'Oporto, une chaîne de restauration rapide, qui accompagne le poulet grillé.